# Roscoea bhutanica
Roscoea bhutanica  (англ.) — растение рода Роскея (Roscoea) семейства имбирных (Zingiberaceae), распространённое в Бутане и Тибетском автономном районе.